# 司馬景之
司馬景之（しば けいし、生没年不詳）は、東晋の皇族。字は洪略。本貫は河内郡温県。

## 経歴
西晋の汝南王司馬亮の後裔にあたる。明元帝のときに北魏に帰順し、蒼梧公の爵位を受け、征南大将軍の号を加えられた。清廉正直で節操があり、明元帝はかれを重んじた。死去すると、汝南王に追封された。

## 家族
- 兄：司馬準
- 子：司馬師子（後嗣）[1][2]。

## 伝記資料
- 『魏書』巻37 列伝第25
- 『北史』巻29 列伝第17